# 2-я Ленинградская стрелковая дивизия народного ополчения (Московского района)
2-я Ленинградская стрелковая дивизия народного ополчения (Московского района) — воинское соединение Вооруженных Сил СССР в Великой Отечественной войне.

## История
В составе действующей армии с 4 июля 1941 по 23 сентября 1941 года.
24 июня 1941 года Ленинградский горком ВКП(б) и военный совет Северного фронта приняли решение о создании армии народного ополчения Ленинграда. Было принято решение о формировании дивизии народного ополчения из добровольцев Московского района. 30 июня была создана районная комиссия по формированию дивизии во главе с первым секретарем Московского райкома ВКП(б) Бадаевым Георгием Фёдоровичем. Из ополченцев Московского района были сформированы два стрелковых полка и один артиллерийский, миномётная рота, санитарный батальон, разведрота и хозяйственные подразделения. Кроме того в дивизию прибыла группа ополченцев из Кронштадта.
Набор добровольцев в Московском районе в основном проходил на заводе «Электросила» им. С. М. Кирова, вагоностроительном заводе имени И. Е. Егорова, фабриках «Скороход» им. Якова Калинина, «Пролетарская победа», № 1 и № 2, «Пролетарский труд», ветеринарном институте и других предприятиях и учреждениях.
4 июля военный совет Ленинградской армии народного ополчения постановил из полков Московского и Ленинского районов создать 2-ю дивизию народного ополчения (2ДНО), а так как она формировалась в основном в Московском районе, назвать её «Московской».
Третий стрелковый полк дивизии состоял из ополченцев Ленинского района.
Для удобства комплектования полков, каждый из них формировался из добровольцев, прикреплённых к ним предприятий и учреждений.
1-й стрелковый полк комплектовался в основном из рабочих, ИТР и служащих завода «Электросила» им. С. М. Кирова и получил название «Электросиловский», хотя туда же вошли трудящиеся заводов: карбюраторного, «Красный нефтяник», «Госметр», студенты и преподаватели институтов холодильной промышленности, ветеринарного и других предприятий района. Для размещения полка отводилось общежитие ветеринарного института(Черниговская ул.), института холодильной промышленности (Московский пр.) и другие помещения.
2-й стрелковый полк комплектовался на базе обувных предприятий — фабрик «Скороход», «Пролетарская Победа», № 1 и № 2, обувного техникума и получил название «Скороходовский», туда вошли добровольцы машиностроительного завода им. Егорова, 1-й ГЭС, добровольцы из городов Пушкин, Павловск и Кронштадт. Полк размещался в школах № 7, 11, 12, 15, 16, 23.
3-й стрелковый полк состоял из добровольцев Ленинского района, работавших на заводах «Красный треугольник», Резино-технических изделий, Шинном заводе, «Металлист», ПТО им. С. М. Кирова, Пивоваренном заводе им. Степана Разина, Гознак, а также преподавателей и студентов военно-механического и инженерно-строительного институтов. Под размещение полка были отведены общежития военно-механического института и школ № 17, 18, 25, 30 и 31 Ленинского района.
4-й полк, позже стал называться — 2-й артиллерийский, формировался на базе Ленмясокомбината, включал также преподавателей и студентов из авиационных института и техникума. Размещался он в школе при Мясокомбинате.
Кроме полков были сформированы медсанбат, саперный батальон, разведрота, роты связи, химзащиты и хозяйственные подразделения.
10 июля состоялось собрание командно-политического состава 2ДНО.
К моменту выезда на фронт в составе 2ДНО было 9210 человек, из них: рядовых — 7523 человека, младших командиров — 1012 человек, командно-политического состава — 666 человек.
12 июля вступили в бой с противником войска, защищавшие построенный ленинградцами Лужский оборонительный рубеж. Это почти 300-километровый фронт от Финского залива до озера Ильмень. В короткий срок была создана Лужская оперативная группа генерала К. П. Пядышева.
13-14 июля 1941 года в связи с захватом немецкими войсками плацдармов на Луге, дивизия спешно погружена в эшелоны на Варшавском и Витебском вокзале, выгрузилась в Веймарне. Была полностью укомплектована винтовками, 45-мм пушками, транспортом, при достаточно большом некомплекте в пулемётах, 76-мм пушках, гранатах и отсутствии полагающихся гаубиц.
С 14 июля 1941 года вступила в бой в районе деревень Ивановка (ныне не существует) и Среднее Село, южнее Веймарна, на подступах к плацдарму у Ивановского. На тот момент времени дивизия фактически стала единственным сравнительно крупным соединением советских войск, которое действовало в том районе, и силами именно этой дивизии были сформированы границы плацдарма у Ивановского и прекращено расширение плацдарма.
15 июля 1941 года 1-й стрелковый полк стремительной атакой выбил врага из Среднего Села, подразделения дивизии вышли к берегу Луги южнее Ивановского плацдарма и установили связь с курсантами пехотного училища имени С. М. Кирова, которые сдерживали немецкие войска у Большого Сабска. В этот же день в оперативное подчинение дивизии был передан 519-й гаубичный артиллерийский полк, танковый батальон бронетанковых курсов усовершенствования командного состава, 34-й отдельный моторизованный инженерный батальон и другие части.
16 июля 2-й полк овладел деревней Юрки и опрокинул немецкий заслон в деревне Забелье. 3-й полк выбил немцев из деревни Малые Пелеши и занял восточный берег реки Луга. Враг был остановлен.
До конца июля 1941 года дивизия вела активные бои, пытаясь ликвидировать плацдарм. Так, 21 июля 1941 года, дивизия перешла в наступление на Ивановское, смогла занять половину села, но было отброшена на исходные позиции. В этот день «Фёлькишер Беобахтер» поместила в газете статью «В борьбу вступает советская охрана заводов».
На 25 июля 1941 года потеряла ранеными 1398 человек, количество же «убитых и пропавших без вести точному учёту не поддаётся».
6 августа 1941 года получила пополнение за счёт ополченцев 4-й гвардейской дивизии народного ополчения в количестве 991-го человека и изготовилась к решительному наступлению на плацдарм, назначенному на 8 августа 1941 года. Однако 8 августа немецко-фашистские войска вновь начали наступление на город Ленинград с Ивановского плацдарма, сосредоточив в полосе обороны дивизии до трех пехотных дивизий. Ополченцы стойко сдержали удар немецких кадровых частей, будучи несколько потеснёнными, но прорвать их оборону так и не удалось.
9 августа под напором вражеских танков 1-й стрелковый полк оставил Среднее Село и отошел к Мануйлово. В остальном дивизия удерживала свои позиции до 10 августа 1941 года, местами до 12 августа 1941 года, некоторые части при этом сражались в окружении. Однако затем дивизия была вынуждена отступать на север.
С 8 по 14 августа 1941 года дивизия отходила с боями на север и заняла новые позиции на Кингсеппском шоссе в районе Куты, от станции Веймарн до района деревень Загорицы и Первомайское, где 15-20 августа 1941 года вела тяжёлые бои, но снова была вынуждена отступать.
16-18 августа 1941 года получила пополнение в количестве 3850 человек и с учётом пополнения, на 22 августа 1941 года численность дивизии составляла 6797 человек. В число пополнения входил 806-й стрелковый полк 235-й стрелковой дивизии числом в 1800 человек.
Из политдонесения начальника политодела дивизии

Пополнение, поступившее 18 августа в числе 1600 чел., составляет собой самостоятельный 806 сп, и представляет собой плохо организованную боевую единицу. Бойцы 806 сп слабо подготовлены, плохо знают строевую службу, большинство бойцов из осуждённых за невыполнение Указов президиума Верховного Совета СССР. 80 % состава — нацмены, в большинстве не знающие русского языка.— http://centralsector.narod.ru/arch/2dno_0.htm
24 августа противник вновь перешел в наступление на позиции 2ДНО, которая стала отходить в направлении Котлы — Петергоф.
С 25 августа дивизия вошла в состав 8-й армии. С боями дивизия отходила в направлении Копорья.
26 августа 1941 года вела бои севернее населённого пункта Кикерицы.
27 августа 1941 года отступила на новые рубежи в район Велькота, Кайболово, Горка, Ратчино.
31 августа 1941 года вела бои за Копорье, в районе Кайболово, Большие Карчаны, Ратчино, Воронино.
Действия дивизии позволили обеспечить отход 8-й армии из Эстонии. Войска этой армии закрепились на рубеже реки Воронка — Большое Горлово — Кипень, остановив наступление врага.
В первой половине сентября 1941 года вела тяжёлые бои за Гостилицы и Порожки.
9 сентября 1941 года после отхода из деревни Порожки закончилась 28-дневная героическая оборона Лужского рубежа.
С 15 сентября дивизия обороняла Ораниенбаумский плацдарм.
17 сентября 1941 года сдала свои позиции севернее Гостилиц 2-й бригаде морской пехоты и 40-километровым маршем добралась до села Владимировка в район близ Петергофа.
Оттуда 18-21 сентября 1941 года наносила удары из района поселка Володарский на Красное Село во фланг группировки противника, вышедшей к Финскому заливу,
С 20 по 22 сентября 2ДНО совместно с 10-й и 11-й стрелковыми дивизиями вела бои у деревень Марьино и Луизино.
23 сентября 1941 года дивизия была переформирована в 85-ю стрелковую дивизию кадрового образца.

## Состав
- 1-й стрелковый полк
- 2-й стрелковый полк
- 3-й стрелковый полк
- 2-й артиллерийский полк
- отдельный зенитный артиллерийский дивизион
- разведрота
- сапёрная рота (до 01.09.1941), сапёрный батальон
- отдельная рота связи
- медико-санитарный батальон
- отдельная рота химзащиты
- автотранспортная рота

## Подчинение
| Дата            | Фронт (округ)       | Армия                                   | Корпус | Примечания |
| --------------- | ------------------- | --------------------------------------- | ------ | ---------- |
| 10.07.1941 года | Северный фронт      | Ленинградская армия народного ополчения | -      | -          |
| 01.08.1941 года | Северный фронт      | Кингисеппский участок обороны           | -      | -          |
| 01.09.1941 года | Ленинградский фронт | Копорская оперативная группа            | -      | -          |

## Командиры
- Угрюмов, Николай Степанович, полковник — (04.07.1941 — 15.07.1941)
- Егоров, Александр Александрович, подполковник — (16.07.1941 — 15.08.1941)
- Любовцев, Илья Михайлович, генерал-майор — (16.08.1941 — 23.09.1941)